# Vladimir Motyl
Vladimir Jakovlevitsj Motyl (Russisch: Владимир Яковлевич Мотыль) (Lepel, 26 juni 1927 – Moskou, 21 februari 2010) was een Russische filmregisseur en scenarioschrijver.
Vladimir Motyl werd geboren in Wit-Rusland, dat indertijd deel uitmaakte van de Sovjet-Unie. Zijn vader, een Pools emigrant,  kwam in 1931 in gevangenschap om in  Solovki. Samen met zijn moeder werd hij verbannen naar de Noordelijke Oeral (Osa), waar hij gefascineerd raakte door theater en film. Vladimir studeerde aan het theaterinstituut van Sverdlovsk en werkte ongeveer 10 jaar in verschillende theaters in de Oeral en Siberië.
Hij besloot vervolgens om aan een filmcarrière te beginnen, alhoewel hij daarvoor niet de vereiste technische kennis had. In 1963 regisseerde hij zijn eerste film, Kinderen van de Pamir (Deti Pamira/Дети Памира) in Tadzjikistan. De film kende veel succes en leverde Motyl in 1964 de staatsprijs van de Tadzjiekse SSR en de titel van ereburger van Doesjanbe (1977) op.
Zijn volgende film, Zjenja, Zjenetsjka en "Katjoesja" (1967) (Женя, Женечка и "Катюша"), een romantisch komisch drama, kende eveneens veel succes bij het grote publiek, maar werd door de agitprop afgekeurd wegens gebrek aan respect voor de  Grote Patriottische Oorlog en de regisseur viel in ongenade. Toch werd hem gevraagd om de "rode" western (ostern) Witte Woestijnzon te regisseren. De film werd een van de populairste Sovjetfilms ooit. Hij kreeg voor deze film verschillende prijzen, zoals de Staatsprijs en de Ere-orde van de Russische Federatie.
Zijn belangrijkste film is wel "De ster van het betoverend geluk" over de opstand van de Dekabristen in 1825 in St. Petersburg.